# If I Had a Tail
If I Had a Tail is een promotiesingle van de Amerikaanse alternatieve rockband Queens of the Stone Age uit 2013. Het is de derde single van hun zesde studioalbum ...Like Clockwork.
Tijdens concerten is het nummer favoriet bij de fans. Foo Fighters-frontman Dave Grohl, die vroeger ook lid is geweest van Queens of the Stone Age, drumt mee op deze plaat. Ook is oud-bassist Nick Oliveri te horen als achtergrondzanger. "If I Had a Tail" werd enkel in Vlaanderen een bescheiden hitje. Het bereikte er de 5e positie in de Tipparade.